# Chiwetel Ejiofor
Chiwetel Umeadi Ejiofor, CBE (Londres, 10 de julho de 1977) é um ator britânico, filho de pais nigerianos, cujos antepassados eram ibos. Em 2006 recebeu duas indicações ao prêmio Golden Globe por Melhor performance. Em 2013, interpretou Solomon Northup em 12 Anos de Escravidão, pelo qual recebeu indicações ao Óscar, Globo de Ouro e Screen Actors Guild, juntamente com o BAFTA Award de Melhor Ator.

## Trabalhos

### Filmografiam
| Ano  | Filme                                      | Papel                   |  | Notas                               | Premiação e indicação |
| ---- | ------------------------------------------ | ----------------------- |  | ----------------------------------- | --- |
| 1996 | Deadly Voyage                              | Ebow                    |  |                                     | |
| 1997 | Amistad                                    | Ens. James Covey        |  |                                     | |
| 1999 | G:MT — Greenwich Mean Time                 | Rix                     |  |                                     | |
| 2002 | Dirty Pretty Things                        | Okwe                    |  |                                     | 2002 Evening Standard British Film Award, melhor ator 2003 San Diego Film Critics Society Award: melhor ator 2004 American Black Film Festival Melhor desempenho de um ator 2004 Black Reel Award: Melhor ator num filme de cinema |
| 2003 | Twelfth Night, or What You Will            | Orsino                  |  | Filme de televisão                  | |
| 2003 | Love Actually                              | Peter                   |  | Roteiro: Juliette, Peter e Mark     | Nominação: 2004 Phoenix Film Critics Society: prêmio melhor atuação |
| 2004 | She Hate Me                                | Frank Wills             |  |                                     | |
| 2004 | Red Dust                                   | Alex Mpondo             |  |                                     | |
| 2004 | Melinda and Melinda                        | Ellis                   |  |                                     | |
| 2005 | Four Brothers                              | Victor Sweet            |  |                                     | Nominação: 2006 Black Reel Awards Melhor elenco |
| 2005 | Serenity                                   | The Operative           |  |                                     | Nominação: 2006 Black Reel Awards Melhor ator coadjuvante |
| 2005 | Slow Burn                                  | Ty Trippin              |  |                                     | |
| 2005 | Kinky Boots                                | Lola                    |  |                                     | Nominações: 2006 Golden Globe Awards Melhor ator — Musical ou comédia 2007 Black Reel Awards Melhor ator coadjuvante |
| 2006 | Inside Man                                 | Detective Bill Mitchell |  |                                     | |
| 2006 | Children of Men                            | Luke                    |  |                                     | Nominação: 2007 Black Reel Awards Melhor ator coadjuvante |
| 2006 | Tsunami: The Aftermath                     | Ian Carter              |  | Mini-série de tv                    | Nominações: 2006 Golden Globe Awards Melhor ator em mini-série ou filme 2007 Image Awards Ator extraordinário em mini-série, filme de tv ou drama                                                                                  |
| 2006 | 2006 BAFTA Awards Prêmio estrela emergente |                         |  |                                     | |
| 2007 | Talk to Me                                 | Dewey Hughes            |  |                                     | 2008 Independent Spirit Award para melhor ator coadjuvante Nominação: 2008 Image Awards Ator coadjuvante extraordinário num filme de cinema                                                                                        |
| 2007 | American Gangster                          | Huey Lucas              |  |                                     | Nominação: 2008: Screen Actors Guild Awards Melhor Elenco |
| 2008 | Redbelt                                    | Mike Terry              |  |                                     | |
| 2008 | Slapper                                    |                         |  | Curta metragem, roteirista, diretor | |
| 2009 | Endgame                                    | Thabo Mbeki             |  |                                     | Nominação: 2010 Golden Globe Awards — Melhor ator em minissérie ou telefilme |
| 2009 | Tonight at Noon                            | Lee/Evans               |  |                                     | |
| 2009 | 2012                                       | Adrian Helmsley         |  |                                     | |
| 2010 | Salt                                       | Peabody                 |  |                                     | Nominação: 2010 Black Reel Awards — Melhor ator coadjuvante |
| 2011 | The Suffering                              | Torque                  |  |                                     | |
| 2013 | 12 Years a Slave                           | Solomon Northup         |  | Longa                               | Nominação: Academy Awards — Melhor Ator |
| 2015 | Os Últimos na Terra (Z for Zachariah)      | John Loomis             |  |                                     | |
| 2015 | The Martian                                | Vincent Kapoor          |  |                                     | |
| 2016 | Doutor Estranho                            | Karl Mordo              |  |                                     | |
| 2019 | malevola: Dona do mal                      | conall                  |  |                                     | |
| 2019 | O Menino que Descobriu o Vento             | Trywell Kamkwamba       |  | Protagonista e diretor              | |
| 2019 | O Rei Leão                                 | Scar                    |  | Antagonista                         | |
| 2020 | The Old Guard                              | Copley                  |  |                                     | |
| 2022 | Doutor Estranho: No Multiverso da Loucura  | Karl Mordo              |  |                                     | |

## Teatro
| Ano  | Peça                                                                                                 | Papel                      | Premiação ou indicação |
| ---- | --- | -------------------------- | --- |
| 1997 | Macbeth (exibido primeiramente c. 1707) de William Shakespeare                                       | Malcolm                    | |
| 1999 | Sparkleshark (exibido primeiramente 1993) de Philip Ridley                                           |                            | |
| 2000 | Blue/Orange (2000) by Joe Penhall                                                                    | Chris                      | Prêmio Jack Tinker para melhor ator emergente promissor, 2000 Critics' Circle Theatre Awards Revelação extraordinária, 2000 London Evening Standard Theatre Award Nominação: Melhor ator coadjuvante, 2001 Prêmio Laurence Olivier |
| 2000 | Romeo and Juliet (c. 1595) por William Shakespeare                                                   | Romeo                      | Nominação: Prêmio Ian Charleson |
| 2000 | Peer Gynt (exibido primeiramente em 1876) by Henrik Ibsen                                            | Young Peer                 | |
| 2002 | The Vortex (exibido primeiramente em 1924) por Noël CowardDonmar Warehouse, Londres                  | Nicky Lancaster            | |
| 2007 | The Seagull (1895) por Anton Chekov (2007 tradução por Christopher Hampton) The Royal Court, Londres | Boris Alexeyevich Trigorin | |
| 2007 | Othello (c. 1603) por William Shakespeare                                                            | Otelo                      | Prêmio Laurence Olivier para melhor ator |

Em 2014, Chiwetel vai interpretar o Lee Everett, um personagem da série em quadrinhos e do jogo The Walking Dead — Game. Foi criada uma votação, e Chiwetel teve mais votos dos fãs da franquia.